# Mahanarva costaricensis
Mahanarva costaricensis is een halfvleugelig insect uit de familie schuimcicaden (Cercopidae). De wetenschappelijke naam van deze soort is voor het eerst geldig gepubliceerd in 1879 door Distant.